# David Picard
David Picard est un jurisconsulte belge, professeur à l'Université libre de Bruxelles, qui naît à Paris en 1803 et est meurt à Louvain en 1869.

## Biographie
François David Picard est un jurisconsulte belge, qui naquit à Paris, au n° 33 de la rue Neuve Saint-Denis, le 10 février 1803. Il mourut à Louvain le 2 février 1869. 
Le père de François David Picard se nommait Nicolas Picard, et il était, en 1803, brodeur à Paris. Il était cependant né à Bruxelles et il mourut dans cette ville en 1827, mais était par son père de souche luxembourgeoise, car ce dernier, Jean François Picard, qui était épicier à la Montagne de la Cour, à l'enseigne In den Gulden Mortier, à Bruxelles, ville dont il avait obtenu la bourgeoisie en 1764, était originaire de Vance. La mère de François David était d'origine bruxelloise, se nommait Marie Anne Claessens, et avait épousé son mari à Paris le six thermidor de l'an X. 
François David Picard épouse à Bruxelles, et dispensé de service militaire, en 1829 Marie Josèphe Moens, née à Lebbeke, et ils eurent plusieurs enfants parmi lesquels Edmond Picard, avocat, homme de lettres et sénateur.
Après des études de droit à l'Université d'État de Louvain, il y décrocha son diplôme le 17 juillet 1828.
C'est à Bruxelles qu'il s'inscrivit au tableau de l'ordre des avocats le 2 novembre 1833, il exerça ensuite la profession d'avoué au tribunal de première instance de 1842 à 1843, pour reprendre sa profession d'avocat le 24 octobre 1844.
David Picard figure dans la liste des fondateurs de l'Université libre de Bruxelles. Il a surtout laissé son nom comme professeur à l'Université libre de Bruxelles où il enseigna dès sa fondation en 1834.
Il donna lors des années académiques 1834-1835 à 1852-1854 les cours de droit civil élémentaire, et d'introduction historique au droit civil, ainsi que de 1835-1836 à 1840-1841 le cours de procédure civile et de 1838-1839 à 1852-1853, le cours de science du notariat.
Léopold Sancke (1815-1874) lui succéda dans le cours de procédure civile.